# Валбжихский повет
Валбжи́хский пове́т (пол. Powiat wałbrzyski) — повет (район) в Польше, входит как административная единица в Нижнесилезское воеводство. Центр повета — город Валбжих (в состав повета не входит). Занимает площадь 430,22 км². Население — 57 023 человека (на 31 декабря 2015 года).

## Административное деление
- города: Богушув-Горце, Едлина-Здруй, Щавно-Здруй, Глушица, Мерошув
- городские гмины: Богушув-Горце, Едлина-Здруй, Щавно-Здруй
- городско-сельские гмины: Гмина Глушица, Гмина Мерошув
- сельские гмины: Гмина Чарны-Бур, Гмина Старе-Богачовице, Гмина Валим

## Демография
Население повета дано на 31 декабря 2015 года.
| Перепись            | Всего  | Мужчины | Женщины |
| ------------------- | ------ | ------- | ------- |
| Всего               | 57 023 | 27 495  | 29 528  |
| Городское население | 37 276 | 17 804  | 19 472  |
| Сельское население  | 19 747 | 9691    | 10 056  |